# K1010 (Fernsehsender)
K1010 war ein interaktiver TV-Sender aus Berlin und von April 2004 bis Oktober 2006 digital über Satellit und in einigen Kabelnetzen zu empfangen.
Das Programm bestand aus zahlreichen Spiel- und Quizsendungen. Die Zuschauer hatten dabei die Möglichkeit, durch Anruf einer kostenpflichtigen Telefonnummer aus Deutschland und Österreich an den Spielen teilzunehmen.

## Spielkonzept
K1010 unterschied sich vom Spielkonzept deutlich von der restlichen Call-In-Landschaft im deutschsprachigen Fernsehen. Ein Mitspieler spielte zumeist mehrere Runden mit Aufgaben, die er vor Spielbeginn nicht kannte. Schwierigkeitsgrad und ausgelobter Gewinn erhöhten sich von Runde zu Runde. Nach jeder Runde konnte der Kandidat aussteigen, musste sich aber entscheiden, bevor er die nächste Aufgabe gestellt bekam. Bei einer Falschantwort war der bereits erspielte Gewinn verloren.
Obwohl nach jeder Runde unmittelbar ein neuer Kandidat in die Sendung gestellt wurde, waren meist viele Anrufe erforderlich, um als Mitspieler ausgewählt zu werden. Damit mindestens die Einwahlkosten erspielt wurden, musste bis in die höheren Runden gespielt werden, die zwar fair, aber recht anspruchsvoll waren. Für die Sendungen Newsquiz und Up2Date, die Fragen zum aktuellen Tagesgeschehen zum Inhalt hatten, war beispielsweise eine umfangreiche Vorbereitung erforderlich, um einen dreistelligen Betrag gewinnen zu können.
Das hohe Niveau der Aufgaben und die geringe Reichweite des Senders über digitale Kanäle und nur wenige analoge Kabelnetze führte dazu, dass fast ausschließlich Stammmitspieler an den Spielen teilnahmen. Weit über 80 % der Spielrunden wurde von einem kleinen Mitspielerstamm, der weniger als 50 Leute betrug, bestritten. Erstanrufer waren gar eine große Seltenheit.
Durch diesen Umstand wurde für potenzielle Erstanrufer eine weitere psychologische Barriere geschaffen, da eine „Club-Atmosphäre“ erzeugt war. Obwohl die Stammspieler durch Regeln, wie nur ein Gewinn pro Sendung, beschränkt wurden, konnten nicht genug Mitspieler gewonnen werden, um einen kostendeckenden Betrieb zu erreichen.

## Geschichte
K1010 ging aus der von Thorsten Rauser im Jahre 1989 in Reutlingen gegründeten Firma COMAD Computer Advertisement hervor, die später in Rauser Advertainment umbenannt wurde. Im April 2000 wurde das Spiele-Portal K1010 gestartet und im Dezember 2000 wurde Rauser Advertainment in K1010 umbenannt. K1010 war ursprünglich ein werbefinanziertes, für Benutzer kostenloses Spieleportal im Internet. Das Finanzierungskonzept scheiterte jedoch, und K1010 wurde im Juni 2001 mit der Übernahme durch die Berliner UV interactive Services GmbH aus der Insolvenz gerettet.
Im April 2002 wurde erstmals die Call-In-Quizsendung "The Smiley Show" nachts in dem von UV interactive verwalteten Berliner Spreekanal ausgestrahlt. Später wurden auch die Spielshows Spiel Dich zum Glück und Ohren Auf! im wöchentlichen Wechsel für den Berliner Fernsehsender FAB produziert. Kurzzeitig wurde die Smiley Show in türkischer Sprache auf dem deutsch-türkischen Sender TD1 ausgestrahlt.
Im Juli 2003 erwarb das damalige Scholz & Friends Vorstandsmitglied Wolfgang Boyé im Rahmen eines Management-Buy-outs über seine Beteiligungsgesellschaft KiWoSa GmbH 80 % der Anteile von UV interactive, welche mittlerweile zur Scholz & Friends Gruppe gehörte, mit dem Ziel einen bundesweiten 24-Stunden-Spielesender zu etablieren. Ab April 2004 wurde bundesweit über ASTRA und zahlreiche Kabelnetze gesendet. Von einer flächendeckenden Versorgung in Kabelnetzen konnte aber keine Rede sein. Außerdem wurde von April 2004 bis Juli 2006 für n-tv zweimal wöchentlich das Newsquiz produziert.
Im Dezember 2004 beteiligte sich mit RTL interactive ein weiterer Partner. Im Laufe des Jahres 2005 wurden die regionalen Ausstrahlungen über FAB und den Spreekanal aufgegeben. Mitte 2005 wurde die bietbox GmbH als 100-prozentige Tochtergesellschaft gegründet, welche ab Herbst 2005 über einen eigenen ASTRA-Kanal einen Teleshopping-Sender betrieb. Im Frühjahr 2006 wurde für VIVA die Sendung Spieltrieb produziert.
Mitte 2006 zeichneten sich bereits Probleme mit dem Konzept der Call-In-Shows ab. Produktionen für andere Sender wie VIVA oder n-tv mussten eingestellt werden. Auf dem eigenen Kanal wurde dreimal wöchentlich, eine von der Tochter bietbox, jetzt K1010 Media GmbH, produzierte Teleshoppingsendung zu einfachem Damenschmuck ausgestrahlt. Im September 2006 wurde der größte Teil der Gewinne nicht mehr an die Mitspieler ausbezahlt.
Da sich diese fast ausschließlich aus Stammzuschauern zusammensetzten, brach der Umsatz daraufhin unverzüglich ein. Ende Oktober 2006 stellte K1010 den Sendebetrieb faktisch ein. Die K1010 Entertainment GmbH wurde in Gems TV Deutschland umbenannt und strahlte bis Mai 2008 nur noch Teleshopping aus. Dieses Programm wurde im Juni 2008 von Juwelo TV übernommen. Bei der Juwelo TV Deutschland GmbH handelt es sich um die umbenannte KiWoSa GmbH, die Hauptgesellschafterin von K1010 und Gems TV Deutschland war.
Die bietbox GmbH wurde in K1010 Media GmbH umbenannt und betreibt das ursprüngliche Spiele-Portal im Internet weiter (siehe dazu diesen Artikel).

### Ehemalige Sendungen
- Augen Auf! – Ein in 9 Teile zerlegtes Bild musste wieder korrekt zusammengesetzt werden.
- Cash Wall – Quiz, ähnlich Jeopardy!.
- DICHTUNG? oder WAHRHEIT? – Eine Aussage musste mit wahr oder falsch bewertet werden.
- Einer gegen Alle – Eine unbegrenzte Anzahl von Mitspielern kämpfte um den Jackpot.
- Flotter Dreier – unmoderiertes interaktives Spiel für bis zu 6 Spieler, nach dem Vorbild von Vier gewinnt.
- Halt Durch – Eine unmoderierte Variante der Smiley-Show, über tonwahlfähige Telefone zu spielen.
- Newsquiz – eine Quizsendung zum aktuellen Weltgeschehen, die bei n-tv und bei K1010 gesendet wurde.
- Ohren Auf! – Musikquiz. Titel und/oder Interpret eines vorgespielten Stücks mussten erraten werden.
- Ordnung muss sein – Begriffe mussten nach einem vorgegebenen Thema richtig geordnet werden.
- Poptown – Eine Show, bei der es gilt bis zu 3 Aufgaben aus den Bereichen Musik, TV, Film und Promis zu lösen.
- SMS me – Aus 9 Buchstaben müssen im Duden vorkommende Worte gebildet und per SMS eingesendet werden.
- Spieltrieb – Die gleiche Show wie Poptown. Wurde auf VIVA und K1010 gesendet.
- Spiel dich zum Glück – Buchstabenquiz, ähnlich Galgenmännchen.
- The Name Game – Namen von Prominenten, Persönlichkeiten und Figuren müssen erraten werden.
- The Smiley Show – allgemeines Fragenquiz, ähnlich "Wer wird Millionär?" mit jeweils 3 oder 4 Antwortmöglichkeiten.
- Up2Date? – wie Newsquiz, wurde aber nur auf K1010 gesendet.

### Ehemalige Moderatoren
| - Arion Ahrens (Juwelo TV) - Marco Ammer (nihaoDeutschland) - Maxi Bour (Juwelo TV) - Caroline Talec, gebürtig Caroline Mauss - Claudia Campus (104.6 RTL, Gems TV) - Ola Mendygral, gebürtig Ola Ciecierzynska (später bei bild@t-online) - Nicole Driebe (Juwelo TV) - Luisa Alessandra Garavy - Jens Garling alias "Schorsch" (DSF, tv.berlin, tier.tv und Teleshopping) - Anna Husen - Katharina Ingwersen (Karusell) | - Kathleen Rieger - Jens Holtkötter - Kristine Nrecaj (Juwelo TV) - Jeannette Sachse (Juwelo TV) - Marina Schill (Dorfmann.TV, TD1, Presseball Berlin) - Carmen Schmidt (Antenne 1) - Kathrin Schumann (tv.berlin) - Patrick Seidel (Antenne 1) - Danica Wetzky - André Wieckenberg (MDR Sputnik, HitRadio Antenne) - Benjamin Wozny (NDR) |